# Radara convergens
Radara convergens là một loài bướm đêm trong họ Noctuidae.